# بوئینگ اف-۴۷
بوئینگ اف۴۷ (به انگلیسی: Boeing F-47) یک جنگنده نسل ششم برتری هوایی آینده خواهد بود که توسط شرکت بوئینگ برای نیروی هوایی ایالات متحده آمریکا تحت برنامه نسل بعدی برتری هوایی (NGAD) توسعه می‌یابد. مقامات نیروی هوایی گفته‌اند که اولین آزمایش‌ها در سال ۲۰۲۰ انجام شده است، و این سازمان قصد دارد تا پایان دهه، این مدل نخستین جنگنده نسل ششم ایالات متحده شده، و به میدان بیاید.

## توسعه
برنامه اف۴۷ بخشی از ابتکار «برنامه نسل بعدی برتری هوایی» نیروی هوایی ایالات متحده است که هدف آن جایگزینی ناوگان قدیمی هواپیماهای لاکهید مارتین اف-۲۲ رپتور است.
بوئینگ قرارداد توسعه و تولید اف۴۷ را که بیش از ۲۰ میلیارد دلار ارزش دارد، در یک فرایند انتخاب رقابتی به دست آورد. این انتخاب در ۲۱ مارس ۲۰۲۵ توسط رئیس‌جمهور ایالات متحده، دونالد ترامپ، اعلام شد. پس از این اعلام این خبر، سهام بویینگ تا ۵٪ افزایش یافت و سهام لاکهید مارتین در بازار بورس ایالات متحده ۷٪ کاهش یافت.
ترامپ، چهل و هفتمین رئیس‌جمهور، توضیح داد که «ژنرال‌ها این عنوان (اف۴۷) را انتخاب کردند» و آن را به عنوان «یک عدد زیبا» توصیف کرد. این قرارداد پس از ماه‌ها عدم قطعیت به دلیل محدودیت‌های بودجه و تغییر اولویت‌ها که منجر به توقف و بررسی دقیق برنامه شد، اعلام گردید.

## طراحی
جزئیات مربوط به طراحی اف-۴۷ همچنان محرمانه باقی مانده است. بر اساس گفته‌های آلوین، اف-۴۷ دارای «برد بسیار بیشتر، استتار پیشرفته‌تر، پایداری و پشتیبانی بهتر، و دسترسی بالاتر نسبت به جنگنده‌های نسل پنجم ما» یعنی اف-۲۲ و لاکهید مارتین اف-۳۵ لایتنینگ ۲ خواهد بود. وی همچنین افزود که این جنگنده «هزینه کمتری» نسبت به اف-۲۲ خواهد داشت، در تعداد بیشتری تولید خواهد شد، «قابلیت انطباق بیشتری با تهدیدات آینده» خواهد داشت و به «نیروی انسانی و زیرساخت کمتری برای استقرار» نیاز خواهد داشت."
پیش‌بینی می‌شود این جنگنده مجهز به قابلیت‌های استتار پیشرفته، همگامی حسگرها، و توانایی هماهنگی عملیات با گروه‌های پهپادی باشد که همگی برای ایجاد مزیت در نبرد طراحی شده‌اند.